# 道下美里
道下 美里（みちした みさと、1977年1月19日 - ）は、日本の陸上競技選手（女子マラソン、ブラインドマラソン）。山口県下関市出身。既婚者、旧姓は中野。福岡県太宰府市在住。
2016年リオデジャネイロパラリンピック 陸上 女子マラソンT12 銀メダリスト。

2021年開催の東京パラリンピック 陸上 女子マラソンT12 金メダリスト。

2024年開催のパリパラリンピック 陸上 女子マラソンT12 銅メダリスト。

## 経歴・人物
小学校4年の時に膠様滴状角膜ジストロフィーを発病し中学生になって角膜移植手術を受けたが右目を失明、短大卒業後、地元山口で働きながら調理師の免許を取得、これからというときに、左目も発症し失明。26歳から盲学校に通いダイエットを兼ねて走り始める。
その後、中距離ランナーとして地元の大会に出るようになり好成績を残していたが、タイムに伸び悩みフルマラソンに転向した。
2013年、日本盲人マラソン協会の強化指定選手となり、2014年の防府読売マラソンで2時間59分21秒でT12クラス（重度弱視）で世界新記録を樹立。
2016年、リオデジャネイロパラリンピックの女子マラソンT12に出場し、3時間6分52秒で準優勝、銀メダルを獲得。
2017年、防府読売マラソンで、それまでの世界記録を2分9秒更新する2時間56分14秒で優勝。
2020年、別府大分毎日マラソンで、自身の持つ世界記録を破る2時間54分22秒で2年連続・通算3度目の優勝を果たした。その功績からスポーツニッポンフォーラム制定「FOR ALL 2020」グランプリを受賞した。
2021年9月、東京パラリンピックの女子マラソンT12に出場し、3時間0分50秒のパラリンピック記録で初優勝、金メダルを獲得。同年、紫綬褒章受章。
東京パラリンピック 陸上 女子マラソンT12において金メダルを獲得した功績をたたえ、2021年11月6日、山口県下関市の下関中之町郵便局前に記念のゴールドポスト（第7号）が設置された（ゴールドポストプロジェクト）。
2022年、2月の別府大分毎日マラソンの女子の部で2時間57分20秒のタイムで初優勝。併せて視覚障がい者部門では、中止となった前年を挟み、3大会連続・通算4度目の優勝を飾り、2冠を達成した。10月に開かれた東京レガシーハーフマラソンでは、1時間23分34秒でフィニッシュしたが、伴走者が道下より先にゴールしたために失格となった。1時間31分41秒（2番手）でフィニッシュした井内菜津美が優勝となり、これが世界新記録となった。
2024年9月、パリパラリンピックの女子マラソンT12に出場し、3時間04分23秒でゴール。4着でゴールするも3着のスペイン選手が失格となり、繰り上げで銅メダルを獲得。3大会連続のメダル獲得となった。
- 道下美里選手のゴールドポスト
- ゴールドポストの説明板

## 逸話
道下が2017年の皇室園遊会に招待され参列した時に、当時まだ皇太子であった徳仁親王から「園遊会会場（赤坂御用地）をジョギングしている」ことを聞き、道下が「機会があったら一緒に走ってみたい」旨を答えたところ、2018年6月に道下が徳仁親王の伴走サポートを受けて赤坂御用地でトレーニングの一環で走った。後に徳仁親王は記者会見の席で道下の伴走を務めたことについて「実際に伴走の方がどのように選手をリードして走っているかなど、（視覚障害者マラソンについて）良く知ることが出来、良い経験になった」旨語っている。

## 主な戦績
2006年
- ジャパンパラ競技大会 800m 1位（2分29秒70）[1]
- ジャパンパラ競技大会 1500m 1位（5分12秒73）[1]

2007年
- IBSA World GAMES ブラジル 1500m 5位（5分15秒32）[1]

2009年
- かすみがうらマラソン 兼 国際盲人マラソンかすみがうら大会 フルマラソン（女子の部） 優勝（3時間26分44秒）[1]

2010年
- 下関海響マラソン フルマラソン（3時間19分42秒）[1]

2012年
- 下関海響マラソン フルマラソン（3時間14分54秒）[1]

2013年
- 大阪国際女子マラソン フルマラソン 189位（3時間9分55秒）[1]
- 防府読売マラソン フルマラソン 優勝（3時間6分32秒）[1]

2014年
- IPCマラソンW杯（ロンドンマラソン） フルマラソン 2位・銀メダル（3時間9分40秒）[1]
- 防府読売マラソン フルマラソン 優勝（2時間59分21秒）[1]

2015年
- IPCマラソン世界選手権（ロンドンマラソン） フルマラソン 3位・銅メダル（3時間3分26秒）[1]
- 防府読売マラソン フルマラソン（2時間59分32秒）[1]

2016年
- 別府大分毎日マラソン フルマラソン（視覚障がい者の部・女子） 優勝（3時間3分42秒）[1]
- リオデジャネイロパラリンピック フルマラソン 2位・銀メダル（3時間6分52秒）
- 防府読売マラソン フルマラソン（女子IPC登録の部） 7位（3時間25分13秒）

2017年
- WPAマラソンワールドカップ（ロンドンマラソン） フルマラソン（女子T11-12） 優勝（3時間0分50秒）
- 防府読売マラソン フルマラソン（女子IPC登録の部） 優勝（2時間56分14秒）

2018年
- WPAマラソンワールドカップ（ロンドンマラソン） フルマラソン（女子T11-12） 優勝（3時間4分00秒）
- 北海道マラソン フルマラソン（視覚障がい者女子） 優勝（3時間8分43秒）
- 防府読売マラソン フルマラソン（女子IPC登録の部） 優勝（3時間2分11秒）

2019年
- 別府大分毎日マラソン フルマラソン（女子視覚障がい者の部） 優勝（3時間7分34秒）
- 東京マラソン フルマラソン 391位（3時間19分30秒）
- WPAマラソン世界選手権（ロンドンマラソン） フルマラソン（視覚障がい女子の部） 優勝（3時間6分18秒）
- 北海道マラソン フルマラソン（視覚障がい者女子） 優勝（3時間9分57秒）
- 防府読売マラソン フルマラソン（女子IPC登録の部） 優勝（2時間58分50秒）

2020年
- 別府大分毎日マラソン フルマラソン（女子視覚障がい者の部） 優勝（2時間54分22秒）
- 防府読売マラソン フルマラソン（女子IPC登録の部） 優勝（2時間54分13秒）※世界新記録

2021年
- 東京パラリンピック フルマラソン 優勝・金メダル（3時間0分50秒）※パラリンピック新記録

2024年
- パリパラリンピック フルマラソン 3位・銅メダル（3時間4分23秒）

## 著作
道下美里『いっしょに走ろう= Let's run together.』（芸術新聞社、2015年）ISBN 9784875864349

## 脚註
1. 1 2 3 4 5 6 7 8 9 10 11 12 13 14  日本盲人マラソン協会. “日本盲人マラソン協会（JBMA） » Blog Archive » 道下 美里日本盲人マラソン協会（JBMA）”. 2016年9月30日閲覧。
2. 1 2 3  日本財団パラリンピックサポートセンター. “道下 美里”. 2016年9月30日閲覧。
3. 1 2 3  gooテレビ番組. “[NNNドキュメント 【50センチの温もり ブラインドランナー 道下美里】 の番組概要ページ - gooテレビ番組（関西版）]”. 2016年9月30日閲覧。
4. 1 2 3  NETIB-NEWS. “福岡からパラリンピック選手を！マラソンを通して感動を分ち合いたい｜データ・マックス　NETIB-NEWS”. 2016年9月30日閲覧。
5. ↑  毎日新聞. “パラ陸上：女子マラソン、道下美里が銀 - 毎日新聞”. 2016年9月30日閲覧。
6. ↑  スポーツニッポン. “佐藤琢磨　17年以来グランプリ、インディ500連覇へ金言「常に限界に挑む」”. 2020年12月8日閲覧。
7. ↑  毎日新聞. “スポニチフォーラム　佐藤と道下、グランプリ”. 2020年12月8日閲覧。
8. ↑  “つかんだ「5年前の忘れ物」　道下、うれし涙の金メダル―陸上〔パラリンピック〕”. 時事ドットコム. 時事通信社. 2021年9月5日. 2021年9月5日閲覧.
9. ↑  『官報』第250号、令和3年11月4日
10. ↑  “ゴールドポストプロジェクト”.   首相官邸 オリンピック・パラリンピックレガシー推進室. 2022年6月9日閲覧。
11. 1 2  “道下美里が失格 ハーフマラソン 世界記録上回るタイムも”. 日本放送協会. (2022年10月16日).  オリジナルの2022年10月24日時点におけるアーカイブ。 2022年10月21日閲覧。 {{cite news}}: |archive-date=と|archive-url=の日付が異なります。（もしかして：2022年10月20日） (説明)⚠
12. ↑  “繰り上げで「銅」のマラソン道下美里「神様が見てくれていたのかな」…努力と粘りが呼び込んだ幸運”. 読売新聞オンライン. 読売新聞. 2024年9月9日. 2024年11月18日閲覧.
13. ↑  “満面の笑みで陛下とジョギングを楽しむ金メダリスト道下選手 「共に生きる社会」がはっきり見えた!”. FNNプライムオンライン. フジニュースネットワーク. 2021年9月10日. 2024年9月8日閲覧.